# الضليعة (حضرموت)

تعديل مصدري - تعديل

الضليعة هي مدينة يمنية تتبع محافظة حضرموت، بلغ تعداد سكانها 1551 نسمة حسب الإحصاء الذي أجري عام 2004.